# Suðuroyar sýsla

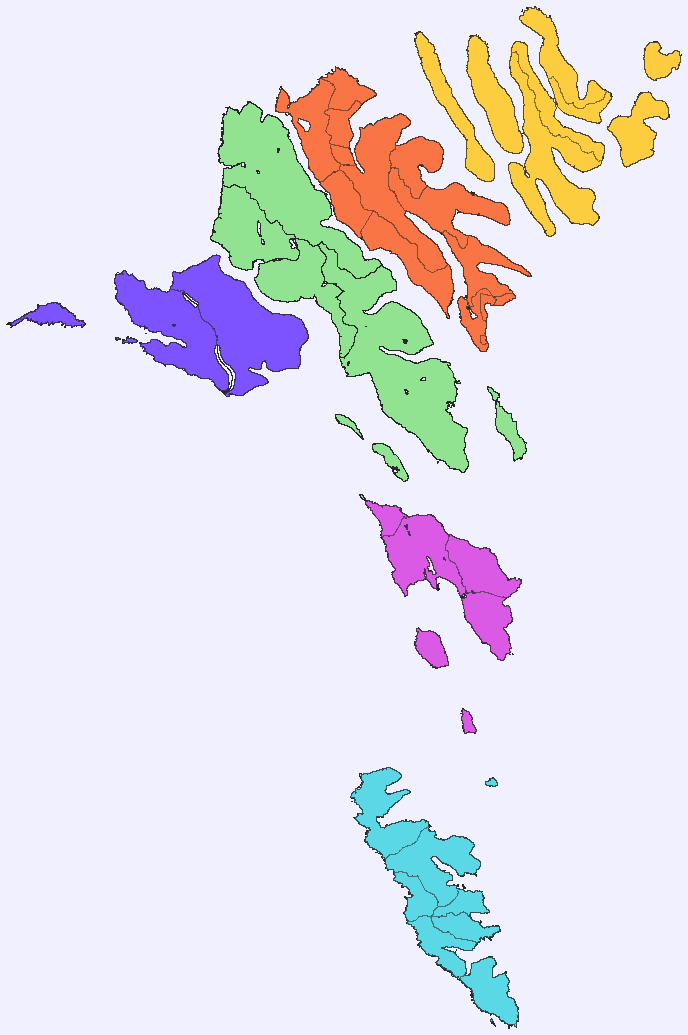
Översiktskarta, Suðuroyar sýsla i turkos

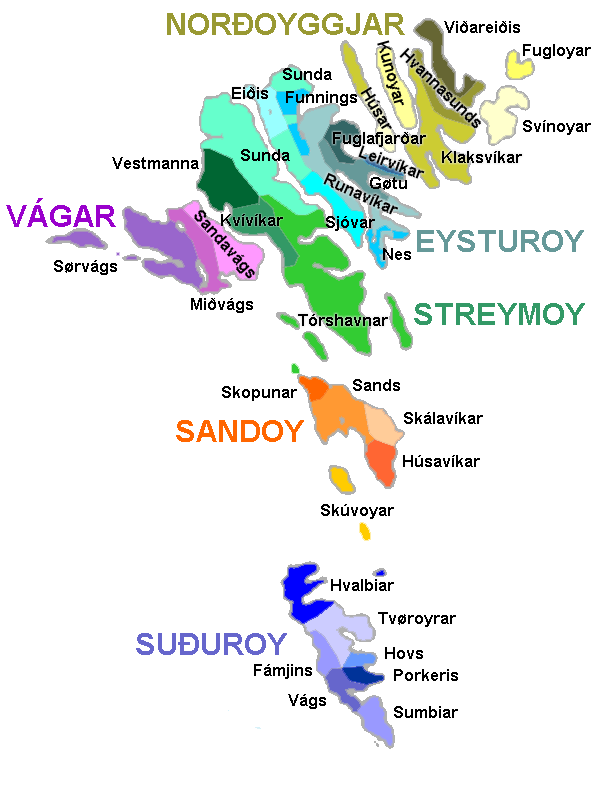
Kommunöversikt

Suðuroyar sýsla (danska Suderø, Sydö syssel) är en av Färöarnas 6 sýslur (Färöarnas regioner).

## Geografi
Suðuroyar sýsla ligger i landets södra del och har en area av cirka 167 km².
Regionen omfattar hela ön Suðuroy och småön Lítla Dímun.
Befolkningen uppgår till cirka 5 000 invånare och huvudorten är Tvøroyri.
Färöarnas sydligaste punkt ligger i Suðuroyar sýsla med Akraberg nära Sumba (se även Färöarnas ytterpunkter).

## Indelning
Regionen är indelad i 7 kommuner (kommunur).
- Fámjins kommuna
- Hovs kommuna
- Hvalbiar kommuna
- Porkeris kommuna
- Sumbiar kommuna
- Tvøroyrar kommuna
- Vágs kommuna

## Historia
Färöarnas regioner har använts som administrativ indelning sedan lång tid och bygger på de historiska områdena på Färöarna. Varje syssel styrdes traditionellt av en Sýslumaður (sysselmannen) och ett Várting (Vårting).
Under den danska reformationen år 1536 avskaffades den danska sysselindelningen helt medan de kvarstår på Färöarna.
Före 1957 utgjorde regionerna även landets valkretsar innan man ändrade valkretsarnas gränser för att öka balansen vid val  varpå Suðuroyar sýsla delades i Suðuroyar Norðra (norra) och Suðuroyar Sunnara (södra).